# Ruta departamental AP-114
La Ruta departamental AP-114 es una carretera peruana que recorre la provincia de Cotabambas. Tiene una longitud de 52 km afirmada. La carretera recorre los distritos de Coyllurqui y Cotabambas.

## Recorrido
Su recorrido se distribuye de la manera siguiente:
- Empalme PE-3SF (Cotabambas) - Empalme AP-112 (Puente Matalla) - Pampahuasi - Empalme PE-3SF (Cotabambas) - Empalme AP-112 (Puente Matalla)